# جاي د. درو
جاي د. درو (بالإنجليزية: J. D. Drew) هو لاعب كرة قاعدة أمريكي، ولد في 20 نوفمبر 1975 في فالدوستا في الولايات المتحدة.

## وصلات خارجية
- جاي د. درو على موقع دوري كرة القاعدة الرئيسي (الإنجليزية)
- جاي د. درو على موقعبيزبول رفرنس.كوم (الدوري الرئيسي) (الإنجليزية)
- جاي د. درو على موقعبيزبول رفرنس.كوم (الدوري الثانوي) (الإنجليزية)
- جاي د. درو على موقع إي إس بي إن.كوم (أم.أل.بي) (الإنجليزية)
- جاي د. درو على موقع مشجعي الرسوم البيانية (الإنجليزية)
- جاي د. درو على موقع إن إن دي بي (الإنجليزية)